# Cloroacetofenona
CN ou Cloroacetofenona são nomes designados a substancia 2-cloro-1-feniletanona, formulado em {\displaystyle {\ce {C8H7ClO}}} e na formulação de {\displaystyle {\ce {C6H5COCH2Cl}}}. É um cristal branco com cheiro de pimenta e possui um cheiro irritante quando emite vapores, é uma substancia utilizada como agente de atordoamento por forças militares.